# Jim Raynor
 (août 2025).
Jim Raynor est un personnage de l'univers de fiction StarCraft.
Personnage majeur de la série, il joue un rôle important dans le jeu StarCraft (1998) et son extension StarCraft : Brood War (1998). Il est également le personnage principal de StarCraft II: Wings of Liberty (2010). Il apparaît aussi dans les livres StarCraft : La Bataille de Liberty (2001), StarCraft : La Reine des Lames (2006), StarCraft II : Les Diables du Ciel (2010), StarCraft II : La Dette du diable (2011) et StarCraft II : L'Embrassement (2012).
Raynor est un ancien soldat qui est devenu marshall sur Mar Sara, une planète-colonie Terran. Il rejoint par la suite le chef rebelle Arcturus Mengsk dans une lutte contre le régime corrompu de la Confédération Terrane. Mais, dégoûté par les méthodes immorales de Mengsk, Raynor finit par se retourner contre lui et créer son propre groupe rebelle.

## Création du personnage
Le personnage a été créé en 1997 par Chris Metzen et James Phinney. Il doit son nom à Jim Raynor, le héros en 1991 du film Rush interprété par Jason Patric. Raynor est un nom de famille d'origine anglo-saxonne.

## Biographie fictive
Jim Raynor a commencé sa carrière comme soldat de la Confédération. Puis, il est devenu hors-la-loi en compagnie d'un autre ancien militaire nommé Tychus Findlay. Un peu plus tard, ils sont tous deux arrêtés, mais Findlay accepte d’écoper pour deux. Cela permet à Raynor d’échapper à la prison et de se ranger. Il est ensuite engagé dans la police, et assigné avec le grade de marshall à la colonie de la planète Mar Sara.

### Première grande guerre (2499)[1]
Lorsque les premières attaques des Zergs commencent à se produire sur la colonie de Mar Sara, Raynor organise la défense des colons contre les féroces aliens. Mais, la Confédération lui ordonne de ne plus intervenir et de la laisser s’occuper de l’invasion. Bien vite, il est contraint de défier cet ordre et intervint pour sauver le personnel d'une station de la contamination. Malgré la justification évidente de cet acte, il est aussitôt arrêté.
L’invasion zerg prend alors de l’ampleur sur la planète. N'ayant plus confiance  en la Confédération, le gouverneur de Mar Sara accepte l’aide d’une organisation rebelle, les Fils de Korhal. Arcturus Mengsk, le dirigeant du groupe, envoie des transports pour évacuer la planète, sauvant ainsi les colons. Il fait également évader Jim Raynor du vaisseau-prison abord duquel il est détenu. Raynor et les survivants de Mar Sara se joignent donc aux Fils de Korhal dans la lutte contre les Confédérés. Durant cette période de combat, Jim se rapproche affectivement d'un lieutenant d’Arcturus nommée Sarah Kerrigan. Celle-ci est une ancienne du régiment Fantôme, une section de l'armée de la Confédération regroupant les individus ayant des pouvoirs psychiques.
Peu après, les fils de Korhal découvrent que les Zergs sont attirés par les émetteurs psy, des appareils utilisés d’ordinaire pour l’entraînement des Fantômes. La Confédération avait secrètement placé des émetteurs psy dans les différentes colonies Terrans rebelles pour qu’elles soient anéanties par les Zergs. Arcturus décide alors de retourner le stratagème contre la Confédération en plaçant un émetteur psy au milieu de la flotte confédérée, la faisant ainsi submerger par les Zergs. Kerrigan exprime alors publiquement des doutes sur cette méthode. Elle la juge amorale. Mengsk ne supportant pas cet affront, en garde une grande rancœur envers son lieutenant.
Les Fils de Korhal attaquent ensuite Tarsonis, le monde-capitale confédéré. Alors que la victoire est proche, Arcturus laisse brusquement son ambition et sa haine des Confédérés prendre le dessus. Et, malgré les protestations outragées de Raynor et Kerrigan, il fait placer des émetteurs psi partout sur Tarsonis, engendrant ainsi une invasion massive de Zergs sur la planète. Il en résulta un véritable génocide où périssent le gouvernement confédéré ainsi que tous les civils de la planète.
Peu après, la flotte des mystérieux Protoss, dirigée par l’Exécuteur Tassadar, arrive sur la planète pour éliminer la menace Zergs. Tassadar choisit de ne pas bombarder la planète pour sauver les survivants humains. Il envoie donc ses troupes directement sur le terrain. Préoccupé par la possibilité d’une survie des chefs Confédérés, Arcturus décide d’envoyer Kerrigan avec une force de frappe pour vaincre les Protoss. Raynor se déclare ouvertement contre cette option, mais Kerrigan obtempère. Elle parvint à vaincre les Protoss, mais sa base subit ensuite une attaque en masse de Zergs. Lorsqu’elle réclame l’évacuation des forces, Arcturus annule l’ordre et l’abandonne sur le champ de bataille. Raynor se rend alors sur place pour la sauver, mais c'est déjà trop tard. Il ne subsiste plus aucune trace d’elle. Définitivement dégoûté par les actes de Mengsk, Raynor quitta les Fils de Korhal avec l’officier Matthew Horner, et s'enfuit en dérobant le vaisseau amiral de Mengsk : l’Hypérion.
Raynor reçoit alors un appel télépathique de Kerrigan en provenance de la planète Char. Dans l’espoir de la retrouver vivante, il se rend sur la planète, mais arriva trop tard une fois de plus. Kerrigan est bien encore en vie, mais les Zergs l’ont contaminée. Ils l'ont transformée en un puissant hybride Zerg-Terran doté d’immenses pouvoirs psychiques et soumis au contrôle du Maître-esprit, le dirigeant de l'essaim Zerg. Bien qu’en mesure de l’éliminer, Kerrigan épargne Raynor et ce qui lui reste de soldats. Elle leur conseille seulement de quitter rapidement la planète.
Quelque temps après, Raynor apprend que les Zergs attaquent Aïur la planète d'origine des Protoss. Il se porte alors à leur secours. La guerre est rude, mais Tassadar parvient à trouver la faille du Maître-esprit. Profitant d'une brèche dans les défenses Zerg, Tassadar se sacrifie en expédiant son vaisseau sur le Maître-esprit.  La créature meurt sur le coup. L'armée Zerg, privée pour la première fois de son commandant suprême, quitte le champ de bataille.

### Guerre des couvées(2500)[2]
Après la mort du Maître-esprit, les Zergs, bien que désorganisés, continuent à dévaster Aïur, attaquant aussi bien les Protoss que d'autres Zergs. Les derniers survivants Protoss sont donc forcés de fuir la planète pour prendre refuge sur Shakura, la planète des Protoss de l'ordre des Templiers Noirs. Raynor prévoit également les accompagner, mais, alors que le portail s'ouvre une attaque Zerg l'empêche de réaliser ce projet.
C'est alors que Raynor est contacté par Kerrigan. Elle lui révèle qu’un nouvel Maître-esprit est en cours de développement sur Char, et qu’une armée venant de la lointaine planète Terre, essaye de prendre le contrôle du futur dirigeant de l'Essaim. Affirmant que le Directoire est une menace très dangereuse, elle le convainc de s’allier à elle. À contrecœur, Raynor accepte, et, suivant ses instructions, sauve Arcturus Mengsk des griffes de l'armée terrienne.
Se désintéressant de Mengsk, les terriens foncent sur Char et capturent le futur Maître-esprit. Kerrigan, Mengsk, Raynor et les Protoss attaquent à leur tour Char et détruisent la créature avant qu'elle n'arrive à maturité. C'est à ce moment que Kerrigan choisit de trahir ses alliés en les attaquants par surprise. Raynor parvint miraculeusement à s’échapper, mais, horrifié, jure à Kerrigan qu’il la tuera un jour. Sans plus aucun rival au sein de l'essaim, celle-ci  devient la nouvelle dirigeante des Zergs.

### Seconde grande guerre (2504)

#### La chasse aux artefacts[3]
Tant bien que mal, Arcturus Mengsk restaure un état Terran fort, le Dominion. Il en est devenu le premier empereur. De son côté, Raynor a formé son propre groupe rebelle pour s’opposer à la tyrannie de Mengsk, devenant ainsi l'homme le plus recherché du Dominion. Cependant, Mengsk a fait un usage massif de la propagande pour donner à Raynor une image de terroriste, réduisant ainsi partiellement son influence. De son côté, Raynor tend à sombrer dans l’alcoolisme, se sentant responsable pour ce qui est arrivé à Kerrigan. Son second, Matthew Horner, continue de croire en lui, et dirige au mieux ses forces, espérant voir l’héroïsme de Raynor ressurgir un jour.
Alors que Jim mène une révolte sur la colonie de Mar Sara, il reçoit alors la visite de son ancien camarade, Tychus Findlay. Celui-ci, qui a été libéré de prison à la suite d'un accord passé avec l'institut Möbius. En échange de sa désincarcération, Tychus est confiné dans une armure de marine, qui restera verrouillée jusqu’à ce qu’il ait remplit divers services à Möbius. Tychus apprend à Raynor que Mengsk est à la recherche d’artefacts de l'ancienne civilisation Xel’Naga. Les mêmes artefacts qu'il doit remettre à la compagnie Möbius. Considérant le profit à tirer de l’affaire, Raynor accepte de travailler en équipe avec Tychus sur cette chasse aux trésors.
Après avoir récupéré l’un des objets sacrés, Raynor et Tychus sont forcés de quitter Mar Sara qui subit une soudaine attaque de l'armée Zerg. Bien que leur objectif semble à première vue est de reprendre l'invasion du système de Koprulu, Jim découvre que Kerrigan est également à la poursuite des artefacts Xel’Naga que convoitent Mengsk et Möbius.
Au cours des recherches, Zeratul, le chef des Templiers Noirs rend visite à Raynor. Il lui laisse un cristal contenant ses souvenirs, lui affirmant qu’il doit l’étudier pour comprendre quelque chose d’important. En examinant ce cristal, Jim apprend que Kerrigan doit survivre car elle la seule capable de sauver toute la galaxie contre une race d’hybride Zergs-Protoss en cours de création.
Plus tard, alors qu'il livre les artefacts au propriétaire de la Compagnie Möbius, Jim découvre que ce dernier n'est autre que Valérian Mengsk, le fils d’Arcturus. Le prince héritier révèle à Raynor que les différents artefacts récupérés sont en réalité les pièces d’un seul appareil Xel’Naga capable d’inverser le processus de contamination Zerg. Il a souhaité les collecter pour ramener Kerrigan à l’état humain. Séduit par cette idée, Raynor consent à s’allier temporairement avec Valérian pour lancer une attaque sur Char. Cette décision lui cause un temps des problèmes avec son équipage, Tychus compris.
Une fois l’artefact complété, les rebelles de Raynor et la flotte de Valérian, atteignent Char dans le plus grand chaos, et subissent de lourdes pertes. Mais, finalement, Raynor parvient à mettre en place l’artefact, et, après une longue bataille, à l’activer. Cela détruit la plupart des Zergs présents sur Char et décontamine Kerrigan. Lorsque Raynor la retrouve épuisée dans les ruines, Tychus révèle qu’il travaille depuis le début pour Arcturus Mengsk, et que la condition finale pour sa libération est la mort de Kerrigan. Il tente de l’éliminer, mais Raynor l’en empêche et tue Tychus à contrecœur, avant d’emporter Kerrigan vers un laboratoire secret appartenant au prince Valérian.

#### La chute de Mengsk[4]
Kerrigan se réveille alors dans la base secrète. Mais, elle n'a pas le temps de savourer ses retrouvailles avec Jim. En effet, les troupes du Dominion les ont secrètement suivi. Ils attaquent le laboratoire. Jim est capturé mais Sarah et Valérian parviennent à s'échapper chacun de son côté. Jim est alors mis au silence dans un vaisseau-prison.
Mengsk répand alors la fausse nouvelle de l’exécution du chef rebelle. Il espère ainsi mettre un terme à toute contestation de son pouvoir. Dégoûtée, Kerrigan décide de reprendre le contrôle de l'Essaim, pour se venger du dictateur qui a fait d'elle un monstre et tué son amant. Pour cela elle décide de redevenir Zerg. 
Elle apprend, quelque temps plus tard du prince Valérian que Jim est toujours vivant. Elle monte alors avec le prince une expédition et parviennent à délivrer Jim de son vaisseau-prison. Mais les retrouvailles sont une nouvelle fois gâché quand Jim découvre que Sarah est redevenue une Zerg.
Malgré tout, Jim accepte d'aider Kerrigan à mener une attaque sur Khoral, la capitale de Dominion. Les forces de Mengsk ne faisant pas le poids face à l'essaim Zerg, elles sont rapidement débordée. Kerrigan retrouve alors Mengsk pour une ultime confrontation. Celui-ci tente de la neutraliser avec l'artefact Xel'Naga. Mais, Jim arrive à la rescousse et neutralise Mengsk. Kerrigan laisse alors éclater sa haine et met à mort le tyran.

#### La fin d'Amon[5]
Après la mort de Mengsk, Jim reste sur Korhal pour participer à la reconstruction du monde éprouvé par l'essaim. Néanmoins, à la suite des événements de la campagne Zerg, le Xel'naga Amon est de retour et soumet à sa volonté la quasi-totalité des Protoss ainsi que le contingent Möbius, composé d'humains, qu'il envoie à l'assaut de Korhal pour récupérer l'artefact qui s'y trouve encore. 
Parallèlement, le hiérarque Artanis fuyant ses frères protoss contrôlés par Amon se rend sur Khoral dans un effort désespéré de récupérer l'artefact afin de contrer le Xel'naga et de sauver son peuple. Il y retrouve Jim, qui tente de repousser un assaut de la fondation Möbius sur la planète. Artanis retourne la situation en faveur du Dominion et Jim accepte alors de lui donner l'artefact.
Grâce à ce dernier et à l'aide de Kerrigan, Artanis parvient à rassembler assez de force pour vaincre Amon à la surface d'Aiur et à le repousser dans le néant.
Kerrigan rassemble alors les Terrans commandés par Jim, les Protoss menés par Artanis et ses propres nuées afin de vaincre Amon dans son monde ténébreux, seul moyen d'en venir définitivement à bout.
Malgré les protestations de Jim qui refuse de la perdre une nouvelle fois, elle accepte d'assimiler les pouvoirs d'un Xel'naga captif d'Amon et d'en devenir un elle-même, seul moyen permettant de détruire la vraie forme d'Amon. À la suite d'une bataille terrible où Zergs, Protoss et Terrans font front commun derrière la nouvelle Xel'naga, les forces d'Amon sont brisées et Kerrigan le détruit en combat singulier, puis disparaît.

#### Epilogue
Deux années s'écoulent durant lesquelles les trois races du système de Koprulu commencent chacune à rebâtir leur civilisation, tandis que Jim, solitaire, rumine le passé dans un bar de Mar Sara. Kerrigan -dans la forme humaine qu'elle avait perdue depuis son infestation- entre alors dans le bar et lui offre de la suivre. Jim, souriant, la rejoint et disparaît pour vivre avec elle. On n'entendit plus jamais parler d'eux.